# Rhoptria brunnearia
Rhoptria brunnearia là một loài bướm đêm trong họ Geometridae.